# The Watchers
The Watchers is een Amerikaanse bovennatuurlijke horrorfilm uit 2024, geschreven en geregisseerd door Ishana Night Shyamalan in haar speelfilmregiedebuut en mede geproduceerd door haar vader M. Night Shyamalan. De film is gebaseerd op het gelijknamig boek van A.M. Shine. De hoofdrollen worden vertolkt door Dakota Fanning, Georgina Campbell, Oliver Finnegan en Olwen Fouéré.

## Verhaal
De 28-jarige kunstenaar Mina strandt in West-Ierland in een uitgestrekt en ongerept bos. Ze vindt onderdak bij drie vreemden die elke nacht worden gestalkt en in de gaten worden gehouden door mysterieuze wezens.

## Rolverdeling
| Acteur            | Personage    |
| ----------------- | ------------ |
| Dakota Fanning    | Mina         |
| Georgina Campbell | Ciara        |
| Oliver Finnegan   | Daniel       |
| Olwen Fouéré      | Madeline     |
| Alistair Brammer  | John         |
| John Lynch        | de professor |

## Productie
In februari 2023 werd aangekondigd dat New Line Cinema The Watchers zou produceren, geschreven en geregisseerd door Ishana Night Shyamalan in haar speelfilmdebuut. In april 2023 voegden Dakota Fanning en Georgina Campbell zich bij de cast van de film.
De belangrijkste filmopnames vonden plaats van juli tot september 2023 in Dublin, Wicklow en Galway. Half juli kreeg de productie een interim-overeenkomst om door te gaan met filmen tijdens de SAG-AFTRA-staking van 2023.

## Release en ontvangst
The Watchers ging op 7 juni 2024 in première in de Verenigde Staten en Canada naast Bad Boys: Ride or Die en er werd verwacht dat hij tijdens het openingsweekend ongeveer US$ 8 à 10 miljoen zou opbrengen in 3350 bioscopen. De film bracht uiteindelijk US$ 7 miljoen op en eindigde daarmee op de vierde plaats. Samen met de US $4,7 miljoen opbrengst in andere gebieden, kwam dit op een wereldwijd totaal van $11,7 miljoen.
De film kreeg overwegend negatieve kritieken van de filmcritici, met een score van 29% op Rotten Tomatoes, gebaseerd op 113 beoordelingen.